# Rysumer Kirche

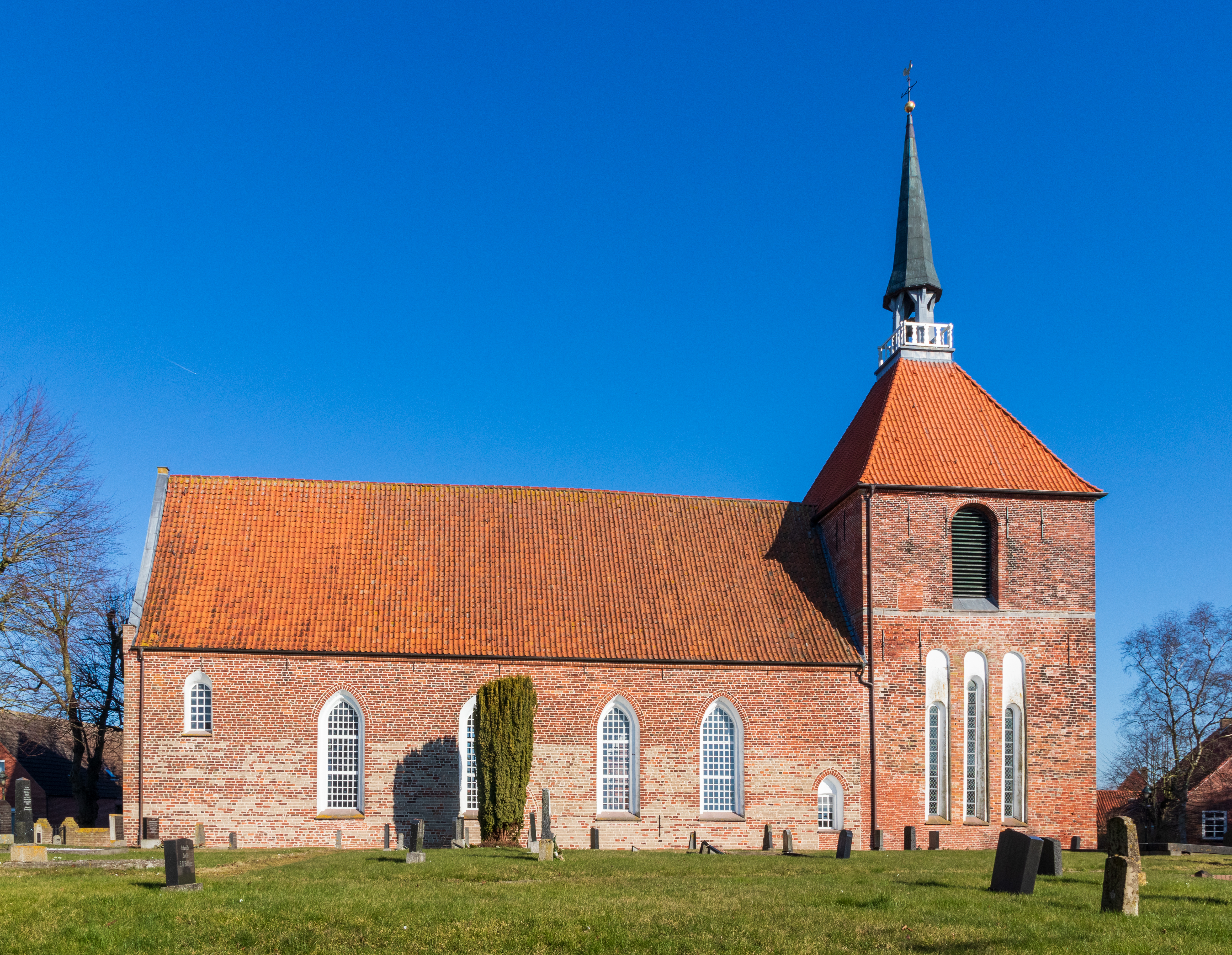
Rysumer Kirche

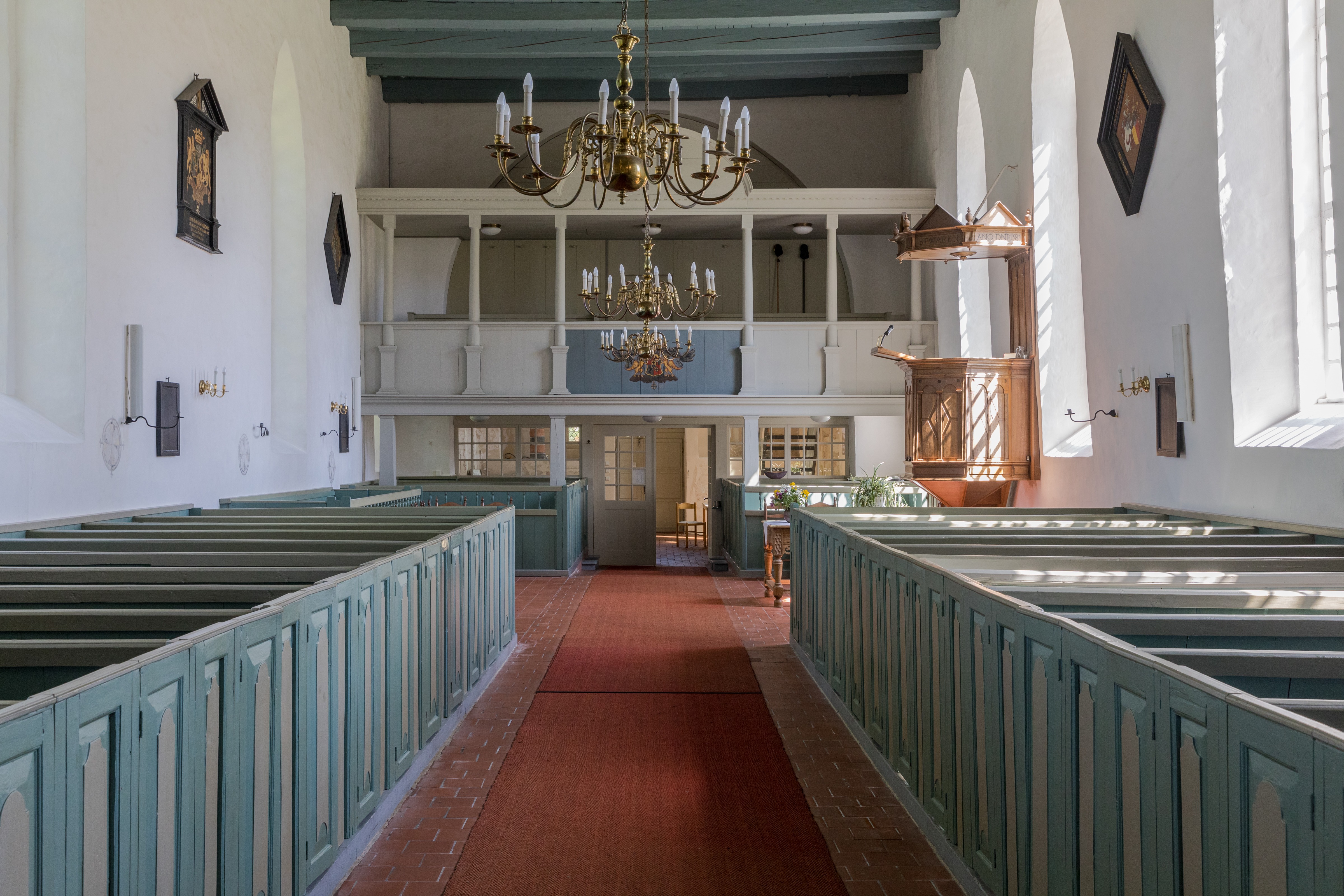
In der Rysumer Kirche

Die evangelisch-reformierte Rysumer Kirche steht auf der höchsten Stelle der Rundwarft des ostfriesischen Ortes Rysum in der Krummhörn. Das heutige Gotteshaus geht in seiner Bausubstanz auf das 12. Jahrhundert zurück und hatte vermutlich mehrere Vorgängerbauten. Die Ausstattung der Kirche ist von überregionaler kunsthistorischer Bedeutung. Zu nennen ist hier die älteste noch bespielbare und im Grundbestand erhaltene Orgel Nordeuropas aus dem Jahre 1457.

## Geschichte

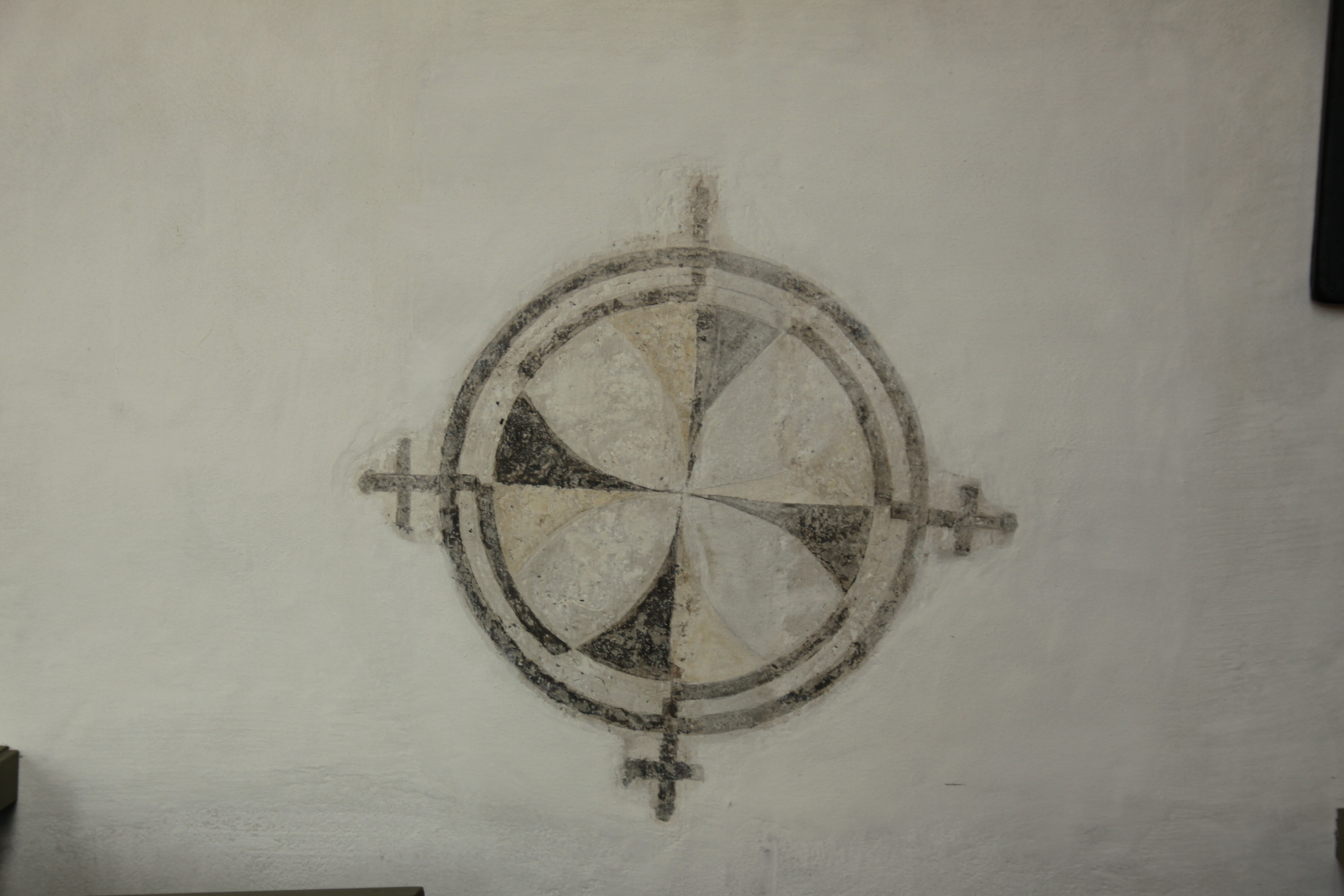
Freigelegtes Weihekreuz

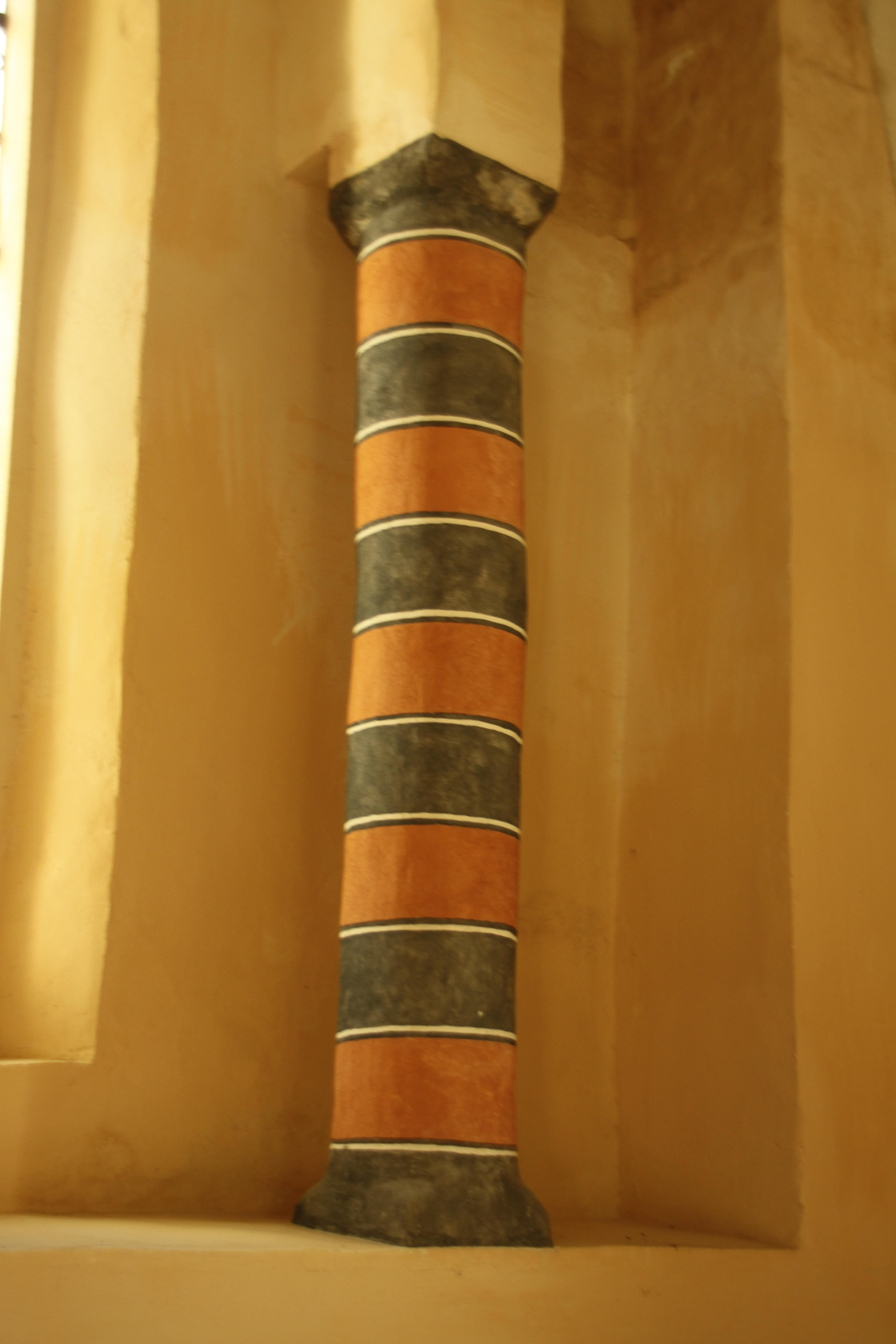
Bemalte Säule

Die Dorfwarft von Rysum wurde bereits im frühen Mittelalter angelegt. Ihr Scheitelpunkt liegt rund sechs Meter über dem Meeresspiegel. Nach der Christianisierung wurde vermutlich spätestens im 11. Jahrhundert auf dem höchsten Punkt der Warft eine erste Kirche aus Holz errichtet. An dieser Stelle war zuvor das Dorfthing abgehalten worden. Zudem diente das Areal als Sammelplatz des Viehs bei Sturmfluten. Von dieser Bedeutung zeugt der heute noch erhaltene Fething. Er diente in früheren Zeiten als Süßwasserreservoir, wenn die Warft ringsum von Meerwasser umgeben war.
Im 12. Jahrhundert wurde die Kirche durch einen Bau aus Stein ersetzt.
Im 14. Jahrhundert wurde anstelle des alten Chorturms ein Backsteinturm gebaut. Zu Beginn des 15. Jahrhunderts wurde das alte Schiff der Kirche durch einen rechteckigen Saalbau ersetzt und an den Turm angebaut. Der Tuffstein, der als Baumaterial für die alte Kirche gedient hatte, wurde zum Bau des unteren Teils der neuen Kirche wiederverwendet. Im Jahre 1585 wurde der Kirchturm laut einer Inschrift grundlegend renoviert. Der Turm verlor 1686 seine Spitze.
Der Innenraum der Kirche ist schlicht gestaltet, in ihm befindet sich eine Kanzel, die im Jahr 1801 gebaut wurde.
Im Jahr 2009 fand eine mehrjährige Kirchenrestaurierung ihren Abschluss. Die Spiegeldecke aus dem 19. Jahrhundert wurde entfernt, sodass die Kirche nun wieder eine einheitliche mittelalterliche Balkendecke aufweist. Im Turm (Ostchor) wurden romanische Strukturen freigelegt, Schriftreste, die auf eine nachreformatorische Nutzung als Abendmahlsraum hinweisen, Weihekreuze aus dem 15. Jahrhundert in der ganzen Kirche und ein „Grab Christi“.

## Beschreibung

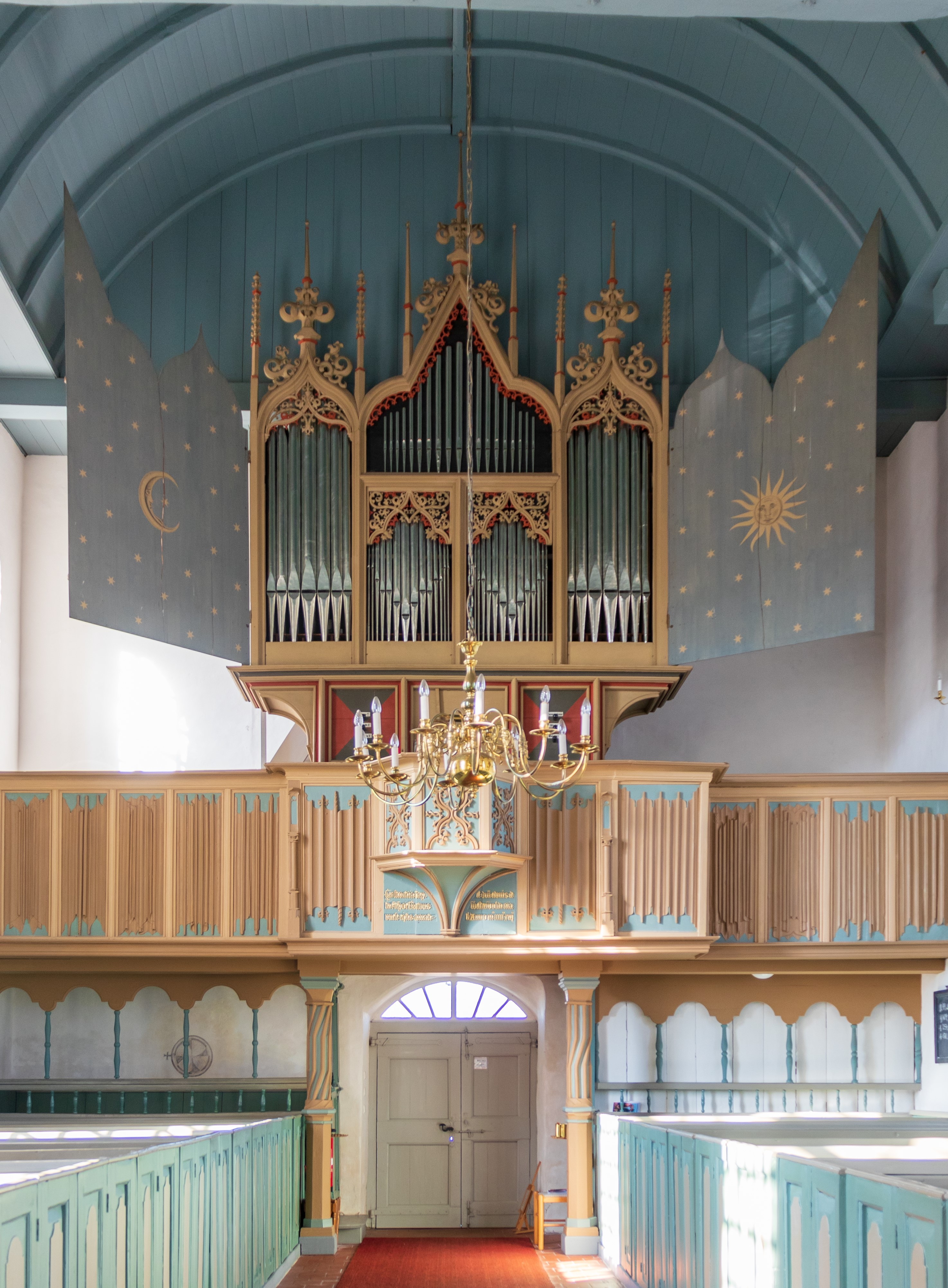
Blick auf die Orgel aus dem 15. Jahrhundert

Die Kirche wurde aus holländischen Backsteinen und Tuffsteinen gebaut, wobei das Tuffmaterial mit großer Wahrscheinlichkeit von einem Vorgängerbau stammt. Das Gebäude weist inklusive Turm eine Länge von 35,4 Metern und eine Höhe von 10,1 Metern auf. Ihr Mauerwerk besteht bis zu einer Höhe von 4,5 Metern vorwiegend aus Tuff, darüber vorwiegend aus Backsteinen.
Der älteste heute noch erhaltene Bauteil ist der ganz aus Backsteinen errichtete Turm, der im 13. Jahrhundert errichtet und 1585 grundlegend erneuert wurde. Er weist in seinem Inneren einen Kastenchor aus der Zeit um 1270 auf, der von besonderer kunsthistorischer Bedeutung ist. Mit dem Kirchenschiff ist der Turm durch einen breiten Rundbogen verbunden.
Das Kirchenschiff wurde im 15. Jahrhundert im Stil der Gotik westlich an den Turm angebaut, durch den das Gebäude seither betreten wird. Der Westgiebel wird durch drei spitzbogige Blendnischen gegliedert, darunter befindet sich das zugemauerte Westportal. Das Langschiff weist an seiner Nord- und Südseite je drei große Spitzbogenfenster auf, die ehemals mit gemauerten Mittelstäben versehen waren. Je ein kleines Fenster ist im Norden und Süden dicht vor dem Ostende des Schiffes angebracht, dabei handelt es sich um sogenannte Hagioskope.
Das Kircheninnere wird durch den Rechtecksaal des Langhauses dominiert. Er ist nach oben mit einer hölzernen Spiegeldecke abgeschlossen, die im Westen über der Orgelempore in eine Holztonne übergeht.
Durch die Gliederung der Chorwände in Dreifenstergruppen mit Säulen wird die Kirche der kölnisch-rheinischen Baukultur zugeordnet, die über das Bistum Münster Einzug in die Krummhörn und das benachbarte Groningerland hielt.
Die Orgel der Rysumer Kirche wurde wahrscheinlich um 1440 oder im Jahr 1457 erbaut und gilt als eine der ältesten spielbaren Orgeln weltweit.
Im Kirchturm hängen drei Kirchenglocken mit den Schlagtönen e′ – g′ – h′.